# ヌン
ヌン（Nun）は、エジプト神話における原初の神。オグドアドの一柱。

## 概要
「原初の水」と呼ばれ、あらゆる存在の起源とされる。また、ヌンの名はアトゥムの立つ大地「原初の丘」も指す。ヘリオポリス創世神話において、ヌンの中から意志の力によって創造神アトゥムが誕生したと語られる。後にアトゥムとラーが習合したことにより、ラーはヌンの中から意志の力によって生まれたという神話も存在する。ヘルモポリス創世神話においても、ヌンの名は登場し、こちらでは八位一体の神々オグドアドの一員として語られている。
この名前は、コプト語の Ⲛⲟⲩⲛ「abyss; deep」とも比較されている。
ステファヌ・ロッシーニ、リュト・シュマン・アンテルム『図説エジプトの神々事典』によれば、この男神は、他のオグドアドの神々がそうであるように「カエルの頭」で表現されることもあった。同著によれば、「陪神(パレードル)」と呼ばれる配偶者はナウネトの他「原始の水」を表す語「ネト」との語呂合わせから、「ネイト」も充てられたという。彼はメンフィスで「プタハ＝ヌン」となり、テーベではアモンと習合した。
この名前は、コプト語の Ⲛⲟⲩⲛ「abyss; deep」とも比較されている。

名前は表音文字 nw
| W24 |

 を3つ重ねたものに決定詞「空」
| N1 |

 および「水」
| N35A |

を加えることで表される。

表音文字 nn
| M22 | M22 |

もまた用いられる。

## 信仰

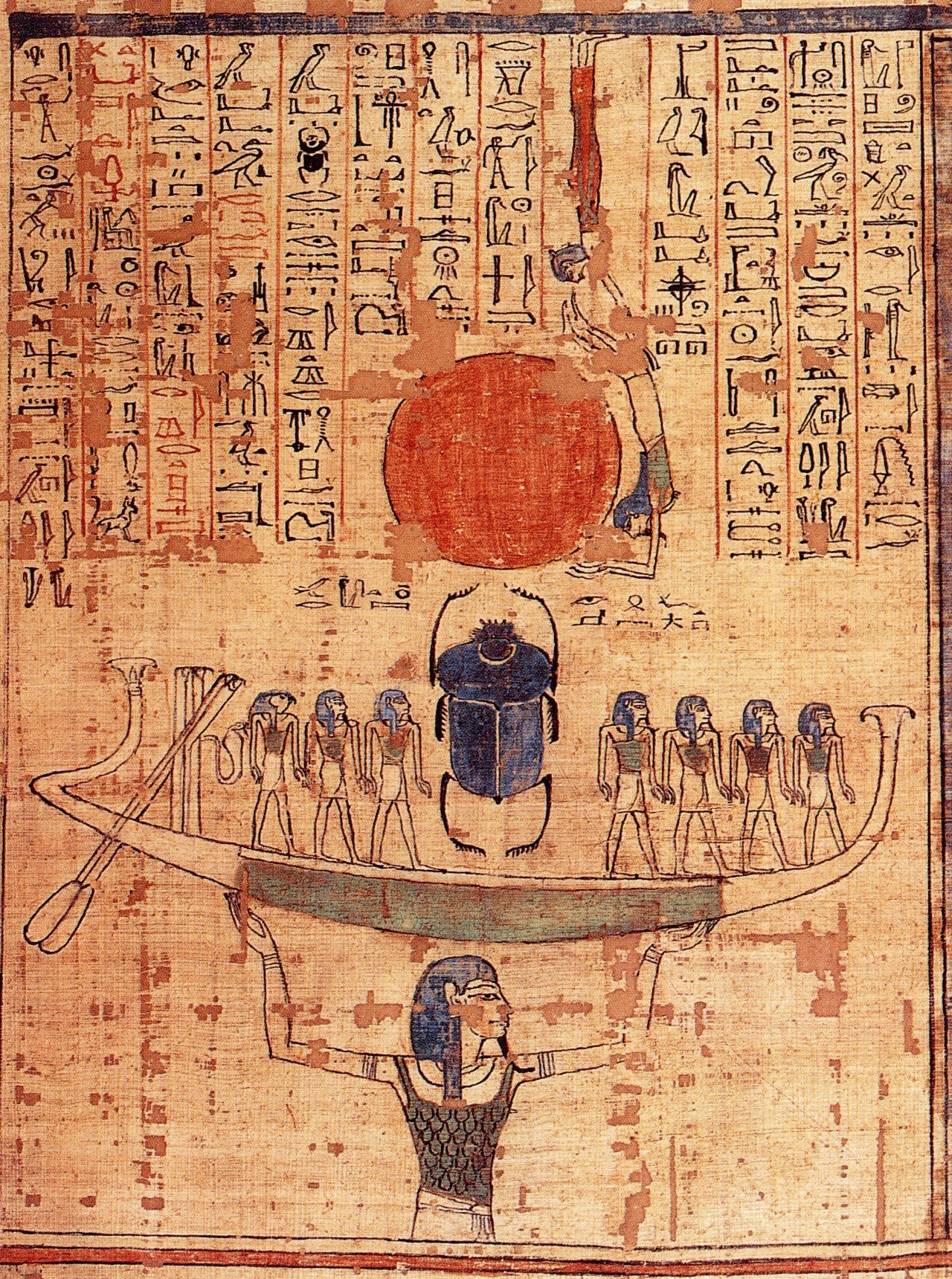
太陽の神ラーの舟を支えるヌン

古代エジプトにおいて、来世と関わりを持たないとされた死産した赤ん坊や罪人の魂はヌンのもとに送られ、死者の魂が還る場所と信じられていた。
『図説エジプトの神々事典』によれば、一応創世神は信仰を持たない者の、それでもパメノトの月(7番目の月)の18，19日に彼を讃える祭祀が行われていた。

## 関連文献
- EAウォリスバッジ 、エジプト人の神々：または、エジプト神話の研究（1904）、vol。 1、283f。
- ステファヌ・ロッシーニ、リュト・シュマン・アンテルム『図説エジプトの神々事典』矢島文夫訳、河出書房新社 2007年(新装版)　ISBN 978-4309224619